# Peperomia portoricensis
Peperomia portoricensis är en pepparväxtart som beskrevs av Ignatz Urban. Peperomia portoricensis ingår i släktet peperomior, och familjen pepparväxter. Inga underarter finns listade i Catalogue of Life.